# Golmā-ye Bālā
Golmā-ye Bālā (persiska: بالا گُلِما, Golemā-ye Bālā, Bālā Golemā, گلما بالا) är en ort i Iran.   Den ligger i provinsen Mazandaran, i den norra delen av landet, 180 km nordost om huvudstaden Teheran. Golmā-ye Bālā ligger 15 meter över havet och antalet invånare är 766.
Terrängen runt Golmā-ye Bālā är huvudsakligen platt, men åt sydost är den kuperad. Runt Golmā-ye Bālā är det ganska tätbefolkat, med 111 invånare per kvadratkilometer. Närmaste större samhälle är Sari, 6,0 km sydväst om Golmā-ye Bālā. Trakten runt Golmā-ye Bālā består till största delen av jordbruksmark.